# 구미하마정
구미하마정(일본어: 美原町)은 과거 일본 교토부 구마노군에 있던 정이다. 단고 지방과 교토부 북부로 구분되어 교토부와 효고현과의 경계에 위치하고 있었다.북측은 일본해에 접하고 있었다. 2004년 4월 1일에 주변 기초자치단체와 합병하여교탄고시가 성립되면서 구미하마정은 폐지되었다. 본 항에서는 통폐합 후의 교탄고시 구미하마정에 대해서도 언급되고 있다.

### 지리
교토부의 서북쪽 끝에 위치하였다.총면적 145.04 평방 킬로미터로 구마노군1군 1정의 면적을 가지고 있다. 북방을 일본해 다른 삼면이 산으로 둘러싸이고 구미하마만을 침투했었다.구미하마 만은 거의 호수의 형태를 이루고 있어기수호로 되어 있다. 구미하마정에서는 온천도 용출되어 있었다.
구미하마 시가지에는 도치다니강, 구미타니, 진야 강의가 약 250미터 간격으로 흐르고 있어 이러한 하천은 마쓰쿠라 성을 만들어 적의 침입을 막는 역할을 했었다.

## 역사
- 1889년 4월 1일 - 정촌제의 시행에 의해, 근세 이래의 구미하마촌이 단독으로 자치체를 형성하였다.
- 1894년 11월 24일 - 구미하마촌이 정제 시행해 구미하마정(제1차)이 되었다.
- 1951년 4월 1일 - 구미야촌을 편입하였다.
- 1955년 1월 1일 - 가와카미촌·가이베촌·다촌·가미노촌·미나토촌과 합병해, 새로운 구미하마정(제2차)이 성립하였다..
- 1955년 6월 - 산인해안 국정공원으로 지정되었다.
- 1958년 5월 3일 - 사노촌을 편입하였다.
- 1959년 9월 - 이세만 태풍이 발생하였다.
- 1963년 7월 - 산인해안 국립공원으로 지정되었다..
- 2004년 4월 1일 - 다케노군 아미노정·단고정·야사카정·나카군 미네야마정·오미야정과 합병해 교탄고시가 성립하였다. 동일 구미하마정은 폐지되었다.

## 인구와 가구수
| 인구의 변천 | 인구의 변천 | 인구의 변천 |  |
| ----------- | ----------- | ----------- |  |
| 1970년      | 14,024명    |             |  |
| 1975년      | 13,522명    |             |  |
| 1980년      | 13,178명    |             |  |
| 1985년      | 13,177명    |             |  |
| 1990년      | 12,821명    |             |  |
| 1995년      | 12,338명    |             |  |
| 2000년      | 11,857명    |             |  |

| 가구수의 변천 | 가구수의 변천 | 가구수의 변천 |  |
| ------------- | ------------- | ------------- |  |
| 1970년        | 3,375가구     |               |  |
| 1975년        | 3,410가구     |               |  |
| 1980년        | 3,380가구     |               |  |
| 1985년        | 3,401가구     |               |  |
| 1990년        | 3,353가구     |               |  |
| 1995년        | 3,353가구     |               |  |
| 2000년        | 3,366가구     |               |  |

## 교통

### 철도
- 기타킨키 탱고 철도
  - 미야즈 선

### 도로
- 국도 178호선
- 국도 제312호선 (일본)(일본어판)
- 국도 제482호선 (일본)(일본어판)